# Заслуженный геолог Российской Федерации
«Заслу́женный гео́лог Росси́йской Федера́ции» — почётное звание, входящее в систему государственных наград Российской Федерации.

## Основания для присвоения
Звание «Заслуженный геолог Российской Федерации» присваивается высокопрофессиональным работникам геологических организаций и научных учреждений за личные заслуги:
- в развитии геолого-разведочного производства;
- в укреплении минерально-сырьевой базы и научном обосновании направлений геолого-разведочных работ;
- в поиске, открытии, разведке и передаче в промышленное освоение месторождений полезных ископаемых;
- в разработке и внедрении экологически чистых технологий проведения геолого-разведочных работ и добычи полезных ископаемых;
- в подготовке квалифицированных кадров для геолого-разведывательной отрасли.

Почётное звание «Заслуженный геолог Российской Федерации» присваивается, как правило, не ранее чем через 20 лет с начала осуществления профессиональной геолого-разведывательной деятельности и при наличии у представленного к награде лица отраслевых наград (поощрений) федеральных органов государственной власти или органов государственной власти субъектов Российской Федерации.

## Порядок присвоения
Почётные звания Российской Федерации присваиваются указами Президента Российской Федерации на основании представлений, внесённых ему по результатам рассмотрения ходатайства о награждении и предложения Комиссии при Президенте Российской Федерации по государственным наградам.

## История звания
Почётное звание «Заслуженный геолог Российской Федерации» установлено Указом Президента Российской Федерации от 30 декабря 1995 года № 1341 «Об установлении почётных званий Российской Федерации, утверждении положений о почётных званиях и описания нагрудного знака к почётным званиям Российской Федерации». Тем же указом утверждено первоначальное Положение о почётном звании, в котором говорилось:
Почётное звание «Заслуженный геолог Российской Федерации» присваивается высокопрофессиональным работникам за заслуги в развитии геолого-разведочного производства, укреплении минерально-сырьевой базы, научном обосновании направлений геологоразведочных работ, за поиски, открытие, разведку и передачу в промышленное освоение месторождений полезных ископаемых, разработку и внедрение экологически чистых технологий, подготовку кадров и работающим в геологических организациях и научных учреждениях 15 и более лет.
В настоящем виде Положение о почётном звании утверждено Указом Президента Российской Федерации от 7 сентября 2010 года № 1099 «О мерах по совершенствованию государственной наградной системы Российской Федерации».

## Нагрудный знак
Нагрудный знак имеет единую для почётных званий Российской Федерации форму и изготавливается из серебра высотой 40 мм и шириной 30 мм. Он имеет форму овального венка, образуемого лавровой и дубовой ветвями. Перекрещенные внизу концы ветвей перевязаны бантом. На верхней части венка располагается Государственный герб Российской Федерации. На лицевой стороне, в центральной части, на венок наложен картуш с надписью — наименованием почётного звания.
На оборотной стороне имеется булавка для прикрепления нагрудного знака к одежде. Нагрудный знак носится на правой стороне груди.

## Переходный период
В России до принятия Указа Президента Российской Федерации от 30 декабря 1995 года № 1341 действовали правовые акты об установлении почётных званий РСФСР. После изменения наименования государства с «Российская Советская Федеративная Социалистическая Республика» на «Российская Федерация» (см. Закон РСФСР от 25 декабря 1991 года № 2094-I) в названиях всех почётных званий наименование «РСФСР» было заменено словами «Российской Федерации», таким образом, с 1992 года до 30 марта 1996 года производилось присвоение однотипного почётного звания РСФСР, существовавшего с 1970 года, с тождественным современному наименованием.